# Isaac Puente Amestoy
Isaac Puente Amestoy (ur. 3 czerwca 1896 w Abanto y Ciérvana-Abanto Zierbena, zm. 1 września 1936 w Pancorbo) – baskijski lekarz i hiszpański działacz anarchistyczny o silnej orientacji anarchokomunistycznej, działacz na rzecz zagadnień z zakresu kontroli płodności, higieny oraz seksualności. Upowszechniał anarchonaturyzm, był aktywnym członkiem Krajowej Konfederacji Pracy (CNT).

## Życiorys
Znany ze swojej rozprawy El comunismo libertario (pol. „Komunizm wolnościowy”), opublikowanej w 1932. Stała się ona podstawą późniejszego programu CNT, ogłoszonego na zjeździe związku w Saragossie w maju 1936, tuż przed wybuchem hiszpańskiej wojny domowej.
Był ważnym orędownikiem anarchonaturyzmu  , a także bojownikiem zarówno anarchosyndykalistycznego związku zawodowego CNT, jak i Iberyjskiej Federacji Anarchistycznej. W 1933 opublikował książkę El Comunismo Libertario y otras proclamas insurreccionales y naturistas („Komunizm wolnościowy i inne powstańcze oraz naturystyczne deklaracje”), która rozeszła się w liczbie 100 tysięcy egzemplarzy. Puente był lekarzem, który podchodził do swojej praktyki medycznej z naturystycznego punktu widzenia . Postrzegał naturyzm obok neomaltuzjanizmu jako kompleksowe rozwiązanie dla klas pracujących, wierząc, że dotyczy on żywych istnień, podczas gdy anarchizm odnosił się do społeczeństwa. Uważał, że społeczeństwa kapitalistyczne zagrażają dobrobytowi ludzi zarówno z socjoekonomicznego, jak i sanitarnego punktu widzenia, w konsekwencji głosząc anarchokomunizm i naturyzm w roli odpowiedzi na te problemy .
Aktywny bojownik, był zaangażowany w nieudane powstanie z 1933 w Aragonii i La Rioji, za co stał się ofiarą represji. Został zabity przez nacjonalistów w trakcie hiszpańskiej wojny domowej, kiedy to zatrzymano go w Vitorii, a następnie stracono w Pancorbo w 1936. Jego imieniem nazwano batalion Isaaca Puente, walczący z ramienia sił CNT.